# Winfred Gaul
Pour les articles homonymes, voir Gaul.
Winfred Gaul (en réalité Winfried Gaul), né le 9 juillet 1928 à Düsseldorf (Allemagne) et mort le 3 décembre 2003 à Düsseldorf-Kaiserswerth (Allemagne), est un artiste et peintre allemand Informel actif en peinture analytique.

## Biographie
Né à Düsseldorf, Gaul passe son enfance et sa jeunesse en province de Prusse-Orientale, de 1931 à 1944, après que son père, un enseignant, y fut transféré. En 1944, peu de temps avant la fin de la guerre, il est enrôlé comme soldat, à 16 ans, et envoyé sur le front de l'Est.

## Expositions personnelles (sélection)
- 1956 : Galerie Gurlitt, Munich (première  exposition personnelle)
- 1957 : Galerie 22, Düsseldorf
- 1962 : Galeria L'Attico, Rome (catalogue)
- 1962 : Galerie Robert Elkon, New York
- 1963 : Galerie Müller, Stuttgart : panneaux de signalisation (catalogue)
- 1964 : Musée de la ville de Wiesbaden : panneaux de signalisation
- 1966 : Institute of Contemporary Arts, Londres : panneaux de signalisation
- 1966 : Hall d'art municipal de Mannheim
- 1967 : Galerie Räber, Lucerne (catalogue)
- 1967 : Musée Karl Ernst Osthaus, Hagen (catalogue)
- 1967 : Palais des Beaux-Arts, Bruxelles : Gaule - Signaux - Signaux (catalogue)
- 1968 : Centre d'art contemporain, Aix-la-Chapelle : circulation imminente (catalogue)
- 1970 : Overbeck-Gesellschaft, Lübeck : Constructions - Affiches - Signaux (Catalogue)
- 1972 : Städtische Galerie, Nordhorn : Images et signaux dans les rues de Nordhorn (catalogue)
- 1973 : Westfälischer Kunstverein, Münster / Collections d'art municipal, Ludwigshafen / Musée Ulm / Kunsthalle Bielefeld : Winfred Gaul - 20 ans de peinture (rétrospective 1953-1973) (catalogue)
- 1975 : Musée Lehmbruck, Duisburg : Tableau 1959-61 / 1974-1975 (catalogue)
- 1979 : Kunstverein Heidelberg : La gravure complète (catalogue)
- 1982 Pinacothèque de Macerata : rétrospective de dessins à la main (1955-1982) (catalogue)
- 1988/89 : Musée Morsbroich, Leverkusen / Galerie municipale Lüdenscheid / Musée municipal, Gelsenkirchen / Kunstverein Oldenburg / Musée Kunsthalle Kiel / Ulm, Ulm : Travailler sur papier 1955-1987 (catalogue)
- 1997 : Musée Märkisches, Brême / Galerie municipale, Witten : Winfred Gaul - L'œuvre ancienne 1953-1961 (catalogue)
- 1998 : Musée von der Heydt, Wuppertal : aucun angle droit (catalogue)
- 2001 : Museum am Ostwall, Dortmund : peinture des années 50
- 2012 : Galerie Schlichtenmaier, Stuttgart : Travaux anciens : Informel et signaux (catalogue)
- 2013 : Galerie Michael Hasenclever, Munich : marquages 1971/78
- 2013 : Galleria Peccolo, Livourne / Galleria Anna D'Ascanio, Rome : Winfred Gaul : à cause de Rome - opere 1959-1962 (catalogue)
- 2014 : Museum Kunstpalast, Düsseldorf : Winfred Gaul.  Peintures, gravures, livres illustrés de la collection Kemp (catalogue)
- 2015 : Galerie Michael Hasenclever, Munich : droite et gauche sur 0
- 2016 : Galerie Schlichtenmaier, Stuttgart : Œuvres de Pop Art (catalogue)
- 2017 : Galerie Franz Swetec, Düsseldorf : Winfred Gaul
- 2018 : Galerie Schlichtenmaier, Stuttgart : Winfred Gaul à la 90ème Anniversaire. La peinture en tant que système ouvert
- 2018 : Galerie elten & elten Zurich : Winfred Gaul - Peinture
- 2018/19 : Galerie Ludorff, Düsseldorf : Winfred Gaul à la 90ème  (Catalogue)

## Expositions de groupe (sélection)
- 1955 : Württembergischer Kunstverein, Stuttgart : exposition de jeunes artistes (catalogue)
- 1956 : Städtische Kunsthalle, Düsseldorf : groupe 53 (catalogue)
- 1956 : Musée Suermondt, Aix-la-Chapelle : Exposition de la Communauté de jeunes artistes européens
- 1957 : Galerie 22, Düsseldorf : Schultze, Götz, Dahmen, Gaule, Jenkins, Hoehme, Schumacher, Kreutz.
- 1957 : Städtische Kunsthalle, Mannheim : une nouvelle direction de la peinture (catalogue)
- 1958 : Städtische Kunsthalle Recklinghausen : 10 ans du "jeune Occident" (catalogue)
- 1959 : Institute of Contemporary Arts, Londres : peintures allemandes actuelles (catalogue)
- 1970 : Musée Oud-Hôpital Alost Belgiën : Art et Idée, conservateur Roger D'Hondt (affiche)
- 1996 : Städtische Galerie Bremen : départ d'une scène, 1963-1967 (catalogue)
- 1996 : Kunsthalle Recklinghausen : Art of West. Art allemand 1945-1960 (catalogue)
- 1997 : Museum am Ostwall, Dortmund : Art of the Informel (catalogue)
- 1998 : Musée du château de Morsbroich, Leverkusen : Les informalistes de Pollock à Schumacher (catalogue)
- 2000 : Studiengalerie Busse, Worpswede : l'art allemand des cinquante dernières années
- 2003 : Musée de la ville de Ratingen : groupe 53 (catalogue)
- 2014 : Schirn Kunsthalle Frankfurt  : POP allemand (catalogue)
- 2015-2016 : Galerie Setareh, Düsseldorf : couleur constructive
- 2017 : Galerie Ludorff, Düsseldorf : À la pointe de la technologie - Josef Albers, Winfred Gaul, Imi Knoebel